# Dürnau (Gemeinde Bad Leonfelden)
Dürnau ist eine Ortschaft in der Stadtgemeinde Bad Leonfelden im Mühlviertel in Oberösterreich und namensgebend für die Dürnaumoräne. Die Ortschaft hat 4 Einwohner (Stand: 1. Jänner 2024).

## Geographie
Dürnau liegt in einer gut erhaltenen Endmoränenlandschaft im Böhmerwald an der Staatsgrenze zu Tschechien. Die Ortschaft ist Teil der Katastralgemeinde Weigetschlag und des Zählsprengels Bad Leonfelden-Umgebung.
Zur Ortschaft Dürnau gehören 6 Adressen (Stand: 1. April 2020). Sie besteht aus der gleichnamigen Rotte Dürnau und der Einzelsiedlung Marks. Die Rotte befindet sich im Einzugsgebiet des Dürnauer Bachs.

## Fauna und Flora
Das Schutzgebiet in der Dürnau zählt zu den bevorzugten Braunkehlchen-Brutgebieten Oberösterreichs. Weiters kommen hier regelmäßig Wiesenpieper und Wachtelkönig vor.
Weite Teile der Ortschaft sind als Ökoflächen ausgewiesen.
| Bezeichnung                                                                 | Nummer    | Fläche in m² |
| --------------------------------------------------------------------------- | --------- | ------------ |
| Großer schöner Feuchtwiesenkomplex in der Dürnau                            | OEKF07406 | 31860        |
| Magerwiese in der Dürnau                                                    | OEKF07407 | k. A.        |
| Extensivwiesenkomplex in der Dürnau                                         | OEKF07409 | k. A.        |
| Magerwiese mit Niedermooranteil in der Dürnau                               | OEKF07411 | 37520        |
| Intensivierte Magerwiese mit Potenzial in der Dürnau                        | OEKF07412 | 44060        |
| Magerrain in der Dürnau                                                     | OEKF07413 | k. A.        |
| Intensivierte Magerwiesen mit Potenzial in der Dürnau                       | OEKF08224 | 23069        |
| Feuchtwiese N von Dürnau                                                    | OEKF08268 | k. A.        |
| Komplex Bergmähwiese/Bürstlingsrasen und Nasswiese                          | OEKF09503 | 17574        |
| Kleine Bürstlingswiese in Weigetschlag                                      | OEKF09525 | k. A.        |
| Rotschwingelwiese in Weigetschlag                                           | OEKF09526 | 18824        |
| Magere Nasswiesenbrache                                                     | OEKF09527 | k. A.        |
| Großflächiger nasser Bürstlingsrasen mit Übergang Nasswiese in Weigetschlag | OEKF09528 | 60886        |
| Großflächige magere Bergmähwiese in Weigetschlag                            | OEKF09529 | 78084        |
| Feuchte Bergmähwiese in der Dürnau                                          | OEKF09530 | 19314        |
| Lesesteinzeilen in Dürnau                                                   | OEKF09778 | k. A.        |
| Lesesteinmauer Dürnau                                                       | OEKF12317 | k. A.        |

## Geschichte
Der Flurname Dürnau wurde im Waxenberger Urbar in den Jahren 1499 in Form des „Durnauerpach“s und 1615 als „Thürnau“ erstmals urkundlich erwähnt. Namensgebend waren dabei die auffälligen Magerwiesen des Talkessels. Die Siedlung Dürnau wurde 1650/1668 von Konrad Balthasar von Starhemberg gegründet.
Laut Adressbuch von Österreich waren im Jahr 1938 in Dürnau einige Landwirte ansässig.

## Kultur und Sehenswürdigkeiten

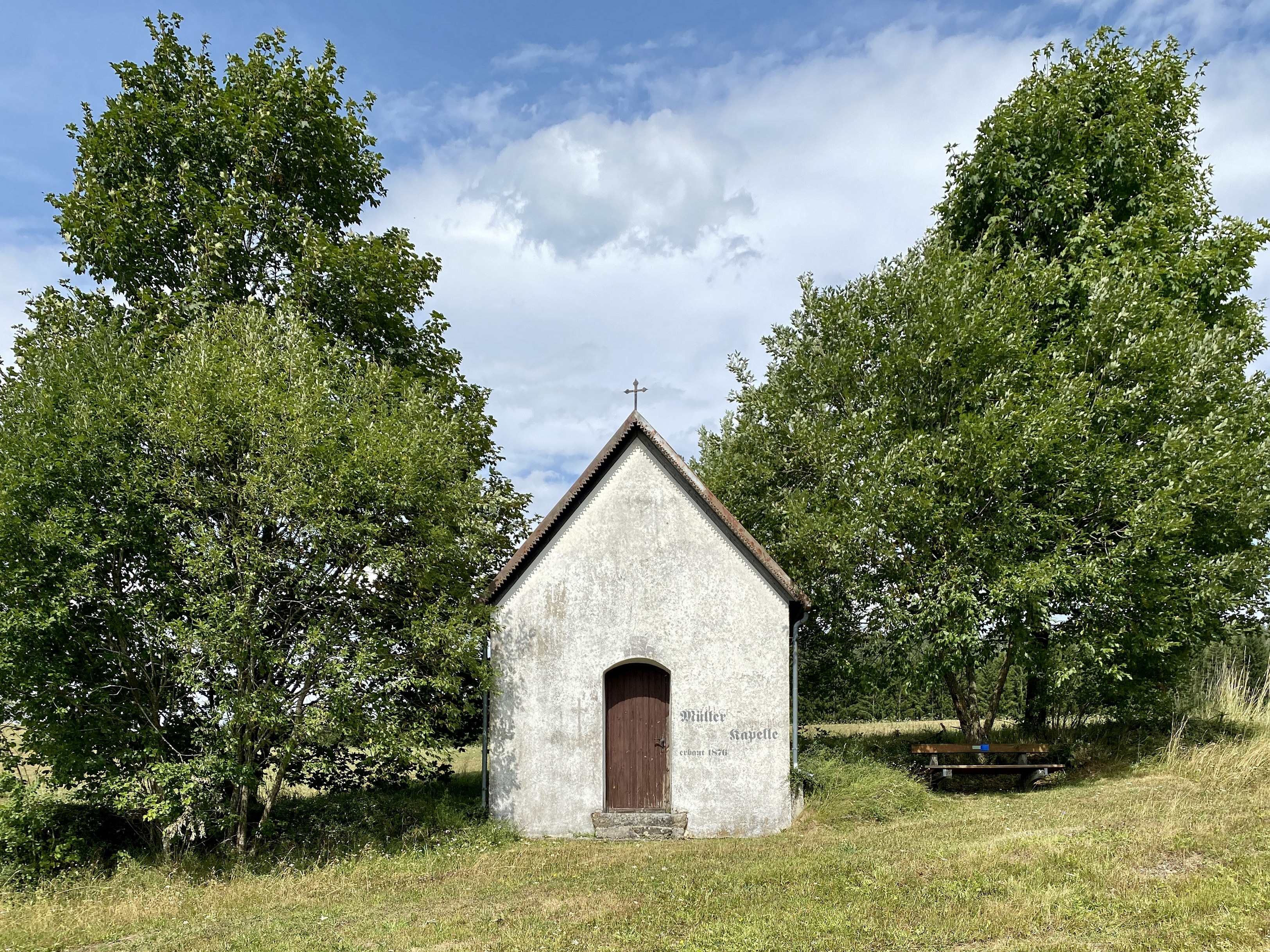
Müllerkapelle
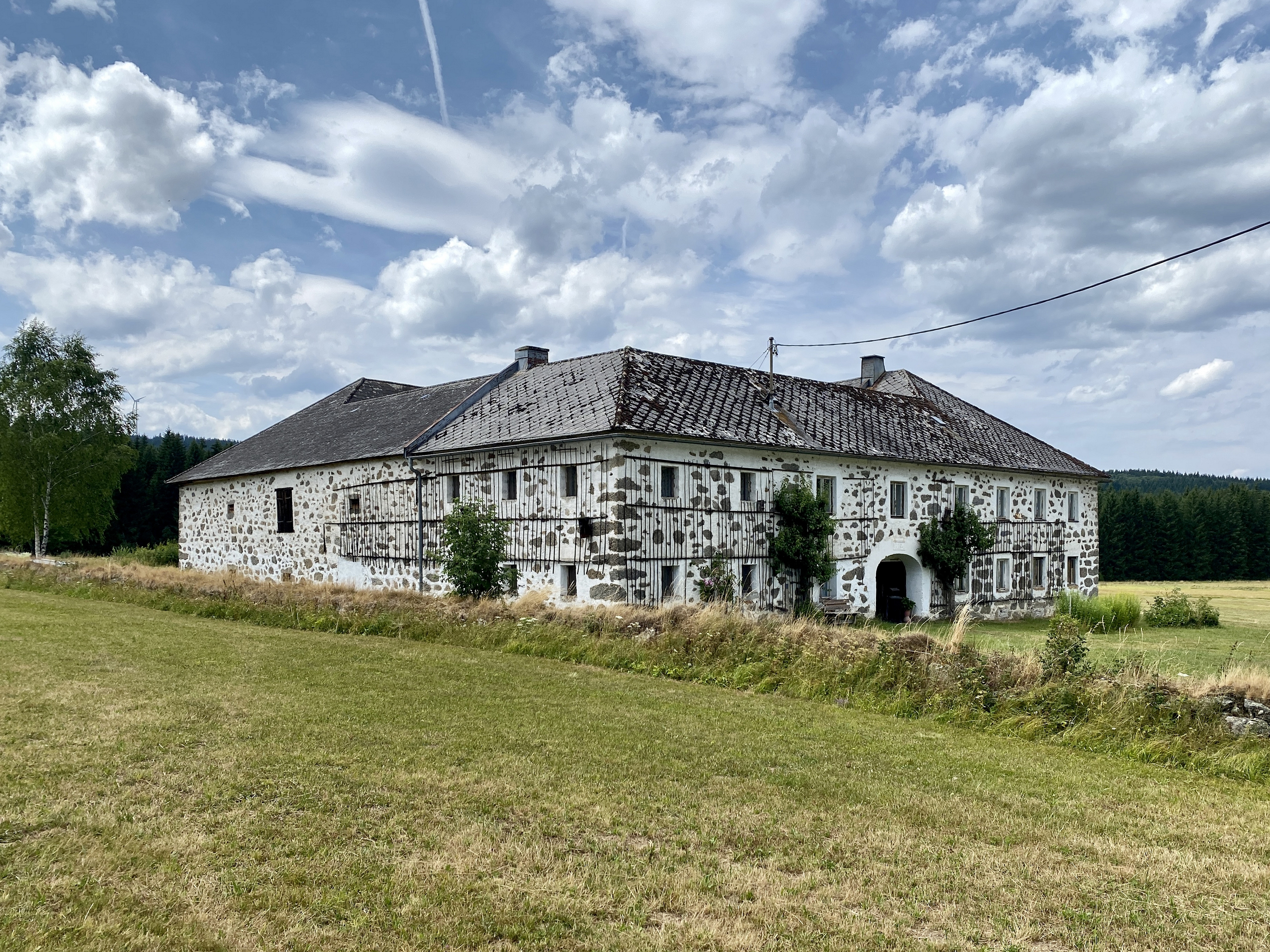
Dürnau Nr. 1
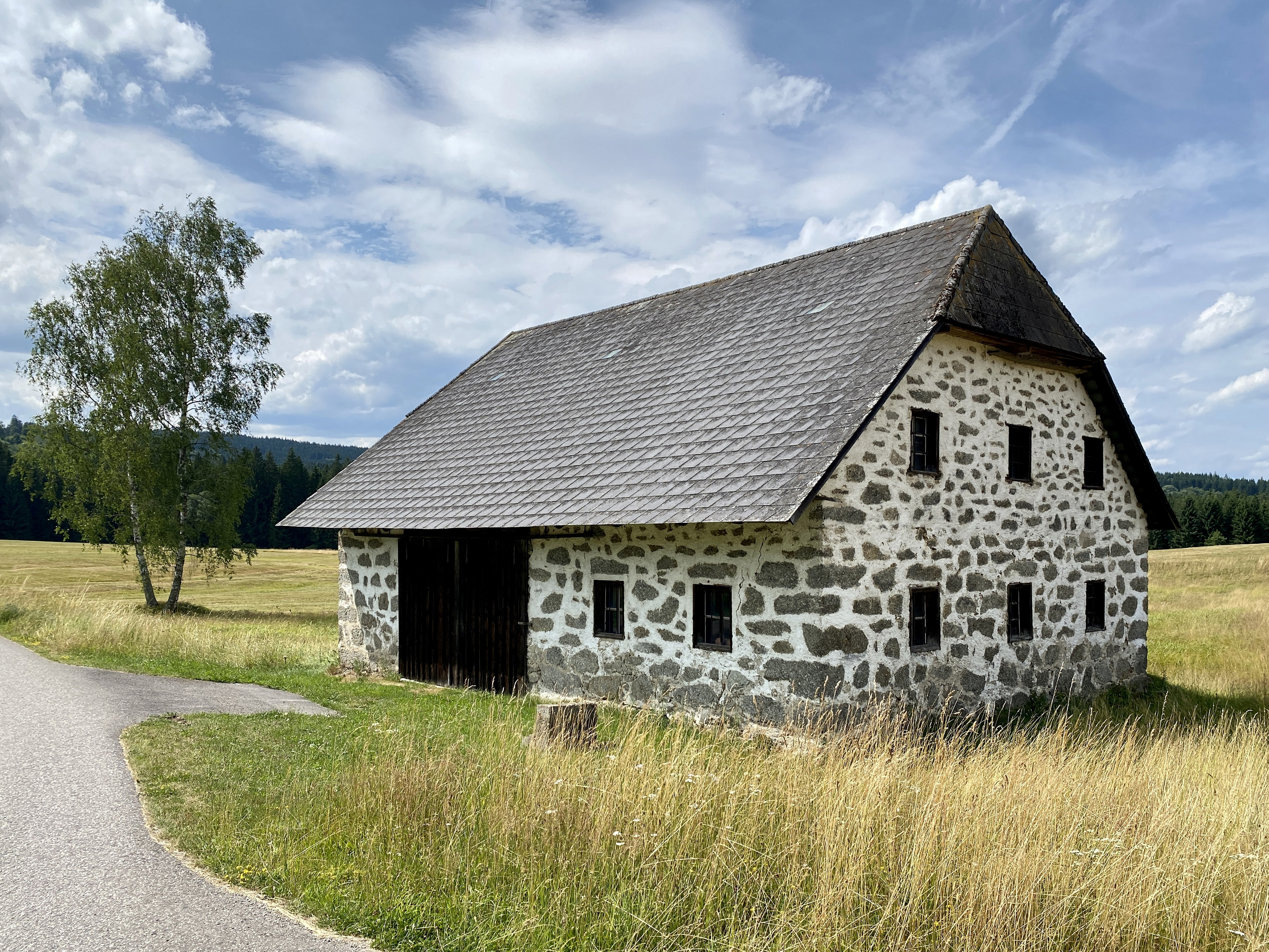
Dürnau Nr. 2
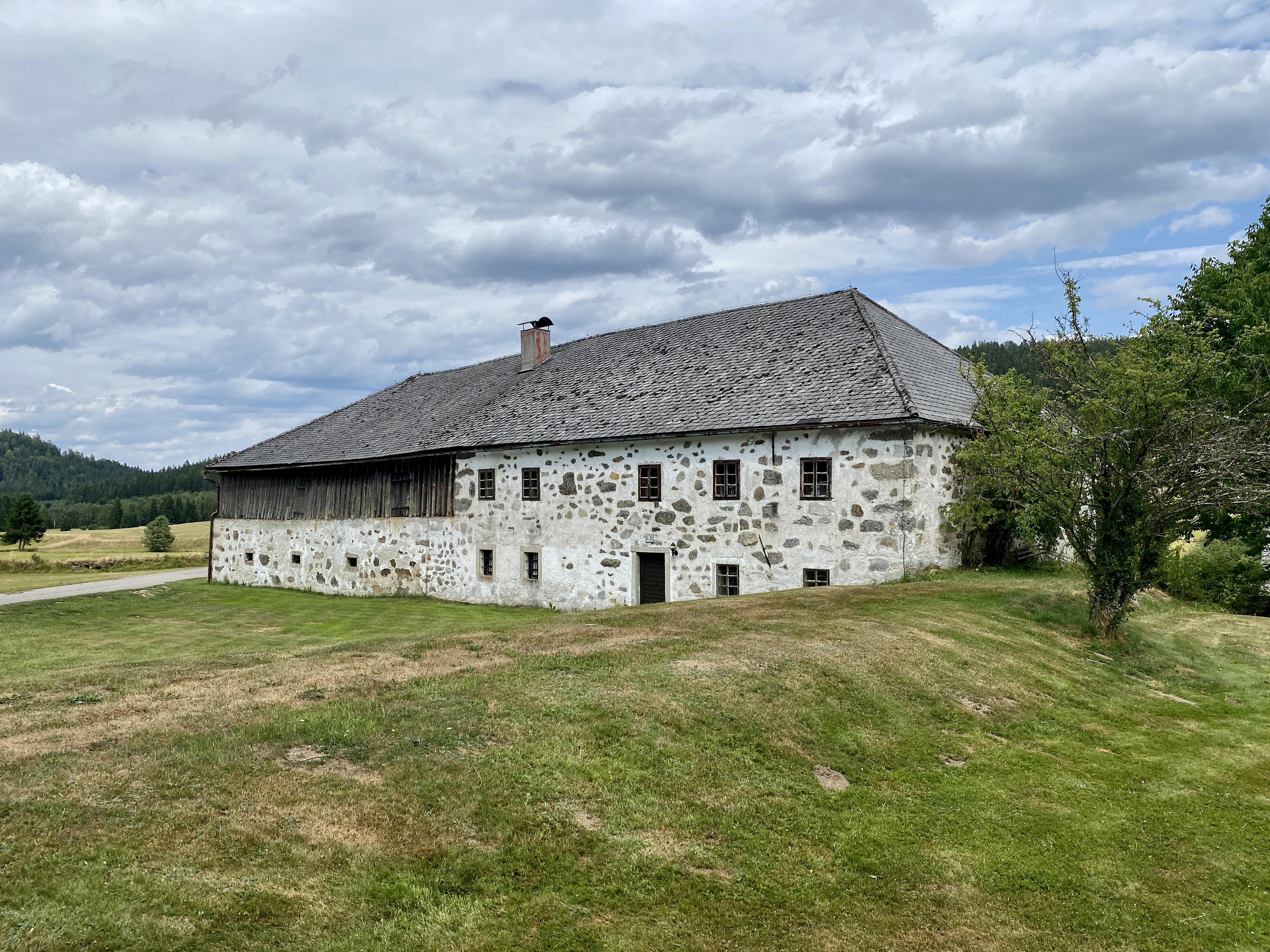
Dürnau Nr. 3
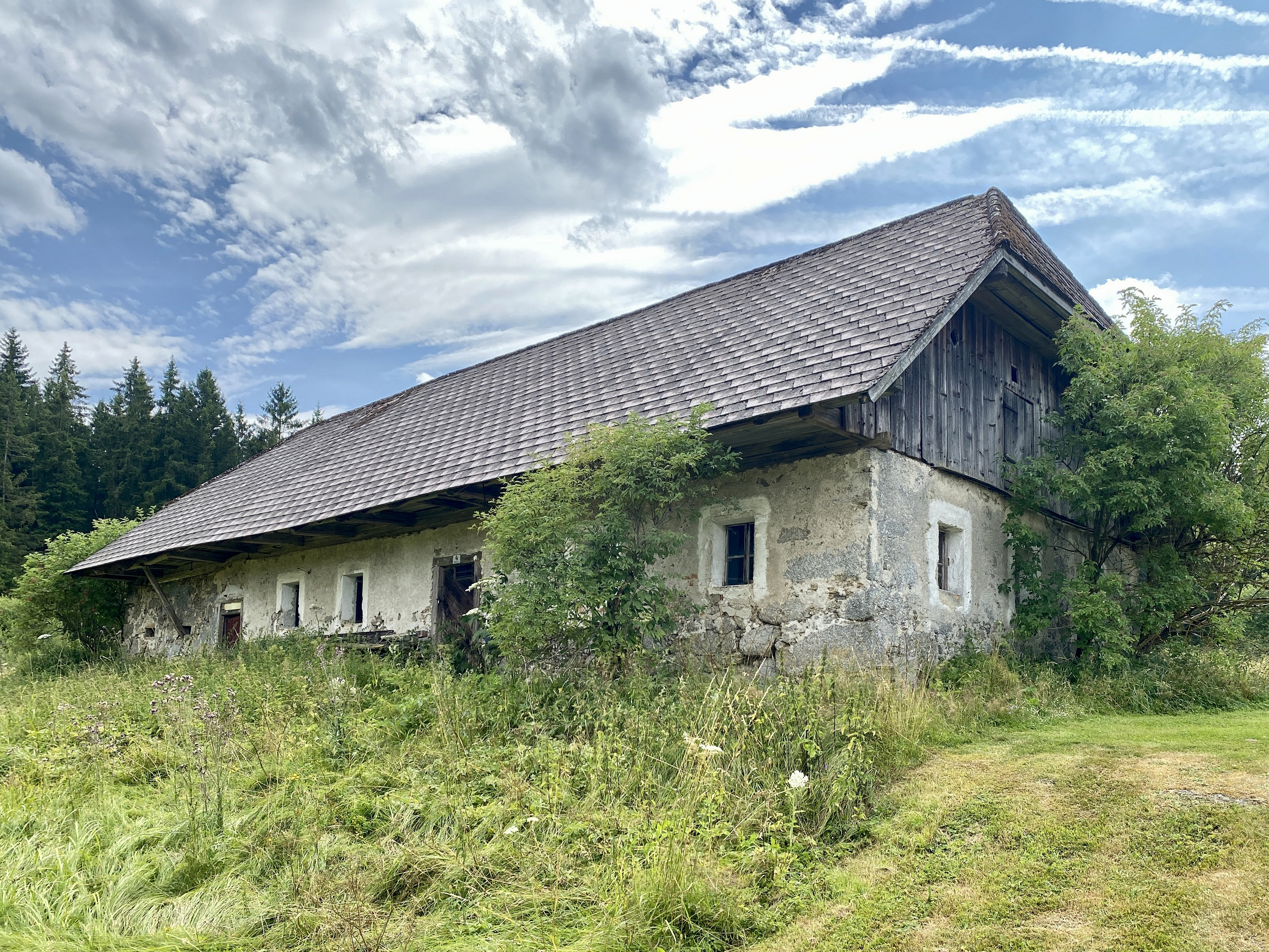
Dürnau Nr. 4

Die Müllerkapelle ist die Ortskapelle von Dürnau. Es handelt sich um ein giebelständiges Bauwerk mit Spitzbogenfenstern und rundem Schluss. Das Äußere ist mit der Jahreszahl 1876 und das Innere mit der Jahreszahl 1875 bezeichnet. Ein Kappengewölbe schließt den Innenraum ab. Das neugotische Altarretabel aus dem Jahr 1879 ist ein Werk des Bildhauers Engelbert Westreicher und wurde 1969 aus der Pfarrkirche Bad Leonfelden übertragen, wo es bis dahin als Seitenaltar aufgestellt war. Es inkludiert ein Hochrelief mit einer Darstellung des Heiligen Leonhard und Tier-Reliefs vor einer gemalten Landschaft mit der Szene der Auffindung einer Marienfigur. Hinterglasbilder in der Kapelle stammen aus dem 19. Jahrhundert und zeigen den Gekreuzigten und Maria.
Der Vierkanthof Dürnau Nr. 1 ist im Steinbloßstil gehalten. Er wurde nach einem Brand 1876 renoviert und weist im Inneren Flachtonnen und eine Rauchküche auf. Das kleine Haus Dürnau Nr. 2 ist ebenfalls im Steinbloßstil gestaltet und wurde im 19. Jahrhundert erbaut. Die zeitweise noch in Betrieb genommene Mühle mit der Adresse Dürnau Nr. 3 war ursprünglich ein Streckhof und ist an der Fassade mit der Jahreszahl 1836 markiert. In ihrem Hausstock und im ehemaligen Stall gibt es Platzlgewölbe. Es ist eine Rauchküche vorhanden. Einzelne Türen stammen noch aus dem 19. Jahrhundert. Die Steher des Stadels sind mit Schnitzereien versehen. Die Einrichtung des Mühlentrakts, der mit der Jahreszahl 1860 bezeichnet ist, ist vollständig erhalten. Der kleine barocke Streckhof Dürnau Nr. 4 ist seit seiner Errichtung in der zweiten Hälfte des 18. Jahrhunderts nahezu unverändert geblieben. Eine Riemlingdecke mit einem mit der Jahreszahl 1768 markierten Rüstbaum schließt seine Stube ab. Auch in diesem Hof gibt es eine Rauchküche. Es sind barocke Füllungstüren mit Türstöcken aus der Epoche vorhanden.
Im Ort steht eine Tabernakelsäule, die mit der Jahreszahl 1774 versehen ist.